# Frank Thomas Big Hurt Baseball
Frank Thomas Big Hurt Baseball est un jeu vidéo de baseball sorti en 1995 et fonctionne sur PlayStation, DOS, Game Boy, Game Gear, Mega Drive, Saturn et Super Nintendo. Le jeu a été développé par Iguana Entertainment et édité par Acclaim.